# Ошурково (Далматовський район)
Ошу́рково (рос. Ошурково) — присілок у складі Далматовського району Курганської області, Росія. Входить до складу Уральцевської сільської ради.
Населення — 60 осіб (2010, 113 у 2002).
Національний склад станом на 2002 рік: росіяни — 95 %.